# Йохан фон Валденбург
Йохан фон Валденбург (на немски: Johann, Herr von Waldenburg; † сл. 1385) е благородник, господар на Валденбург и Рабенщайн (в Саксония), фогт на Кемниц (1375), господар на Волкенщайн, Цшопау и Шарфенщайн, споменат в документи (1334 – 1385).
Той е син на Йохан фон Валденбург, Волкенщайн, Рабенщайн († сл. 1343/1384), фогт на манастир Кемниц (1331), и съпругата му Еуфемия. Потомък е на рицар Хуго фон Валденбург († сл. 1262) и на Хуго фон Варта (* пр. 1172; † сл. 1199).
Йохан фон Валденбург убива през 1371 г. един жител на Кемниц. Затова Йохан фон Валденбург и синовете му Йохан и Унарг/Анарг продават през 1375 г. господството и замък Рабенщайн с Кемниц на абат Хайнрих фон Донин и неговия конвент..

## Фамилия
Йохан фон Валденбург има децата:
- Хайнрих IV фон Валденбург († ок. 1435), женен за бургграфиня Констанца фон Майсен († сл. 1423), дъщеря на Хайнрих I фон Хартенщайн, бургграф на Майсен „Стари“ († 1423) и Катерина фон Глайхен († 1408)
- Унарг/Анарг фон Валденбург (* ок. 1322; † 8 май 1383/9 април 1386/сл. 1429), женен 1348 г. за Мехтилд фон Вартенберг (* ок. 1326), Фрау фон Шарфенщайн (1386), дъщеря на Йохан (Ян) ’Млади’, господар на Течен и Щреков (Шрекенщайн)
- Клара фон Валденбург (* ок. 1324; † сл. 1388), абатиса на Франкенхаузен при Цвикау (1388)

- Дворец Валденбург
- Дворец Волкеншайн
- Замък Рабенщайн (Кемниц)